# 애니팡 포커
《애니팡 포커》는 위메이드플레이가 만든 한 게임이자 카카오톡을 기반으로 한 포커 게임이다.